# 고잉홈
고잉홈(영어: Going Home)은 가상 고향 방문 캠페인이다.

## 상세
2015년 11월 20일, 첫 공개됐다. 고잉홈은 2015년부터 진행해온 현대자동차그룹 빅캠페인 일환 중 하나이며, 3D 영상으로 실향민의 고향을 복원해 가상으로 고향을 방문한다. 휴먼 머신 인터페이스 시뮬레이션 기술과 내비게이션 개발 기술, 3D 복원 기술이 적용됐다.

## 수상 내역
- 2016 칸 라이언즈 페스티벌 미디어 부문 입선
- 2016 애드페스트 어워드 인터렉티브 부문 은상

## 같이 보기
- 현대자동차그룹